# Cicău
Cicău – wieś w Rumunii, w okręgu Alba, w gminie Mirăslău. W 2011 roku liczyła 137 mieszkańców.